# Balkan-Sägeschrecke
Die Balkan-Sägeschrecke (Saga natoliae) ist eine Heuschrecke der Unterfamilie der Sägeschrecken (Saginae) in der Überfamilie der Laubheuschrecken (Tettigonioidea). Die überwiegend in Teilen Vorderasiens verbreitete Art ist die größte in Europa vorkommende Heuschrecke.

## Merkmale

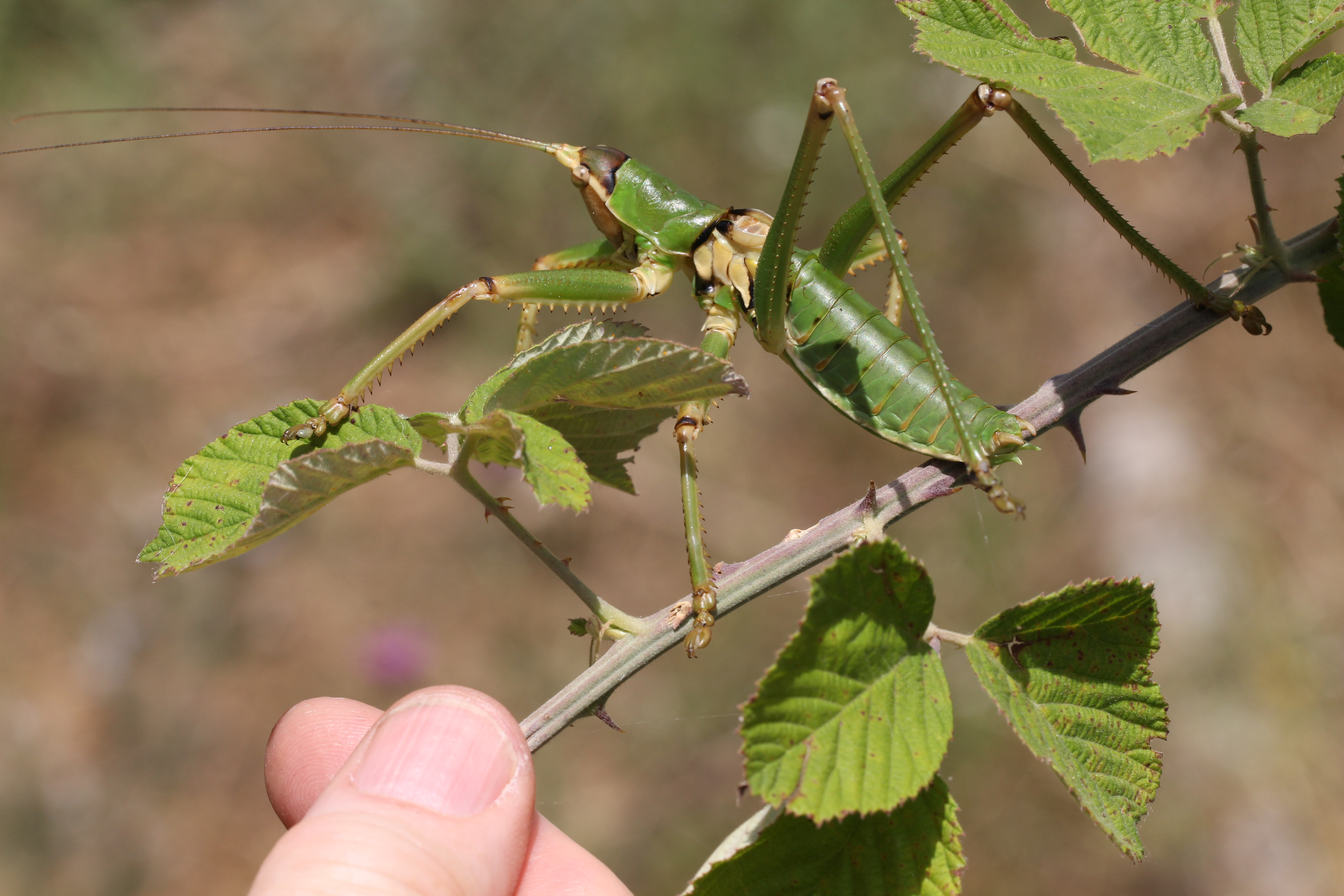
Männchen

Das Weibchen der Balkan-Sägeschrecke erreicht eine Körperlänge von 60 bis 88,6 Millimetern und das Männchen eine von 51,5 bis 81,5 Millimetern. Die Grundfarbe der Art ist meist grün oder grüngelblich, selten braun. Der Körperbau der Art gleicht dem anderer Arten der Sägeschrecken. So besitzt auch die Balkan-Sägeschrecke einen vergleichsweise lang gestreckten Körperbau und anders als viele andere Heuschrecken keine verdickten Femora der Hinterbeine, also kein Sprungvermögen. Wie alle Sägeschrecken besitzt diese Art einen kegelförmig vorgeschobenen Kopf mit auffallend langen Fühlern. Wie andere räuberisch lebende Langfühlerschrecken besitzt die Balkan-Sägeschrecke Dornen auf der Unterseite der beiden vorderen Beinpaare, die dem Packen und Festhalten von Beutetieren dienen.
Ein besonderes Merkmal der Balkan-Sägeschrecke ist die Art der Querfältelung der Cuticula. Diese ist zwar bei allen Arten der Gattung vorhanden, bei Saga natoliae jedoch dorsal (auf der Oberseite) eher in eine grobe Narbung oder Rugosität übergehend. Diese Eigenschaft ist bei vielen ausgewachsenen Exemplaren vorhanden, Jungtiere früher Stadien weisen sie nicht auf. Eine weitere Eigenschaft sind die Stirnnarben. Deren Anzahl beträgt ein bis drei (meist zwei), sie sind paarweise dorsal, ventral und lateral in Form bräunlicher bis schwarzer Makel angelegt. Wenn ein Paar fehlt, ist es meist das laterale. Anders als bei anderen Arten der Gattung ist bei der Balkan-Sägeschrecke der Halsschild (Pronotum) beider Geschlechter hoch gewölbt. Zusammen mit einigen anderen Arten der Gattung ist der Unterrand der Pronotum-Seitenlappen beim lebenden, ausgewachsenen Tier als schmaler, unscharf begrenzter, weißer Saum abgesetzt. Das Männchen besitzt im voll ausgefärbten Zustand an der Tegminenbasis (Deckflügelbasis) einen schwarzen Fleck mit verwaschenen Rändern. Am Ende der Distalseite der Femora befinden sich schwarze, halbmondförmige Flecken. Die Cerci (Hinterleibsanhänge) des Weibchens sind bei der Balkan-Sägeschrecke basal verdickt und distal konisch verschmälert, der Apikalzahn ist nach innen gerichtet. Der Ovipositor (Legebohrer) fällt bei der Balkan-Sägeschrecke wie bei allen Arten der Gattung vergleichsweise groß aus und entspricht in etwa der dreimaligen Länge des Halsschilds. Bei der Art kommt es gelegentlich zu dunklen Melanineinlagerungen an Kopf, Thorax und an den Beinen (hier besonders an der Unterseite der Femora der ersten beiden Beinpaare).

### Ähnliche Arten

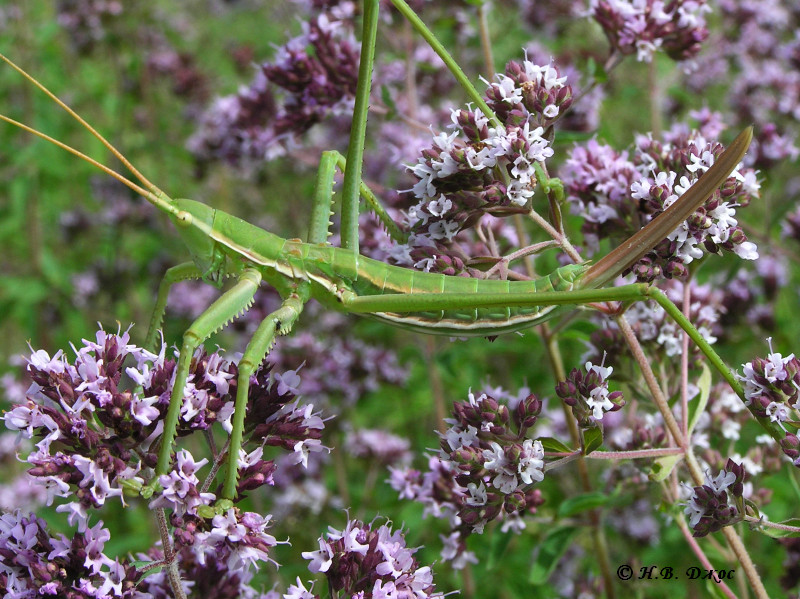
Weibchen der Großen Sägeschrecke (Saga pedo)

Eine der Balkan-Sägeschrecke ähnliche Art ist die nah verwandte und nur geringfügig kleinere Große Sägeschrecke (Saga pedo). Anders als bei dieser sind wie bei den anderen Saga-Arten auch bei der Balkan-Sägeschrecke männliche Tiere regelmäßig anzutreffen. Weitere ähnliche Arten sind die Griechische Sägeschrecke (Saga hellenica), Saga ephippigera, Saga longicaudata und Saga rodiensis, mit denen die Balkan-Sägeschrecke zusammen mit der Großen Sägeschrecke eine Artengruppe bildet.

## Vorkommen

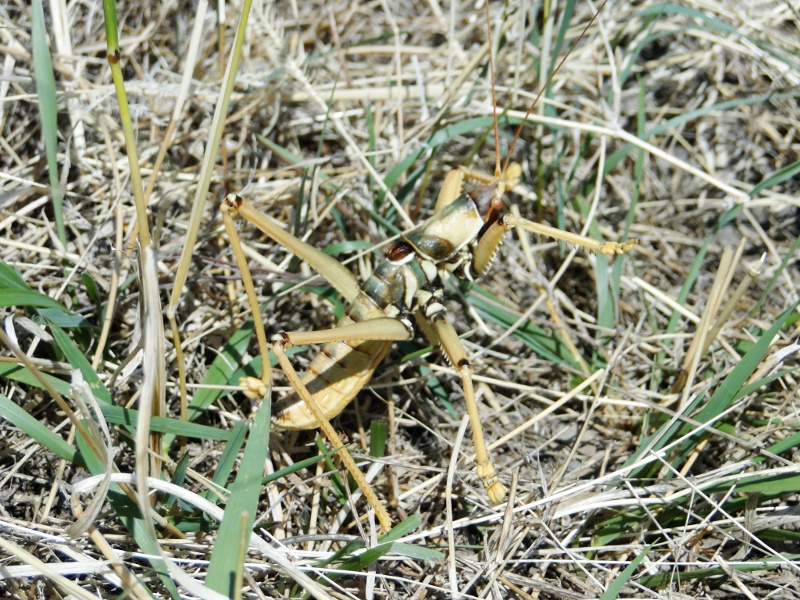
Männchen, gefunden in der Türkei

Das Verbreitungsgebiet der Balkan-Sägeschrecke reicht von der Balkanhalbinsel über Kleinasien, Kaukasien und den Nahen Osten. Das bevorzugte Habitat bilden sonnige, trockene und holzreiche Biotope, darunter die Macchie, buschreiche Gegenden und strauchreiche Trockenhänge.

### Bedrohung und Schutz
Bedingt durch den Schwund ihrer Lebensräume sind lokale Rückgänge der Bestände der Balkan-Sägeschrecke zu verzeichnen. Individuen, die befahrene Straßen zu überqueren versuchen, fallen nicht selten dem Straßenverkehr zum Opfer. Von der IUCN wird der Bestand der Art nicht gewertet.

## Lebensweise
Die Balkan-Sägeschrecke bewohnt meist das Gebüsch oder den Boden ihres Habitats und ernährt sich wie die alle Arten der Unterfamilie ebenfalls räuberisch überwiegend von anderen Heuschrecken. Gelegentlich wird die Art von der Fleischfliege Blaesoxipha calliste parasitiert.

### Fortpflanzung
Das Fortpflanzungsverhalten der Balkan-Sägeschrecke entspricht in vielerlei Hinsicht dem anderer Arten der Gattung mit Ausnahme der Großen Sägeschrecke, die sich überwiegend parthenogenetisch fortpflanzt.

#### Gesang
Wie bei vielen anderen Heuschrecken verwendet auch das Männchen der Balkan-Sägeschrecke einen Gesang in Form einer Stridulation. Der Gesang besteht aus mehreren Sätzen mit unregelmäßigen Intervallen. Die größte Intensität des Gesangs ist ab etwa einem Drittel oder einem Viertel erreicht. Bei einigen Sätzen gibt es jedoch häufig eine graduelle Schwellung, die dann ungefähr vom Anfang bis zur Hälfte des Satzes andauert. Ein einzelner Satz dauert 2,29 und 4,18 Sekunden und beinhaltet zwischen 83 und 131 Silben. Er beginnt mit einer charakteristischen und isoliert wirkenden Halbsilbe, die in einer variablen Fülle und Dauer erklingt. Dieser Halbsilbe folgen die normalen Silben, die jeweils eine Dauer von 25,01 bis zu 46,47 Millisekunden aufweisen. Diese Silben sind jeweils gleich aufgebaut und beginnen jeweils mit einer weicher klingenden Halbsilbe und enden mit einer weiteren, abrupt schließenden Halbsilbe.

#### Paarung und Entwicklung
Während der Paarung selber verharrt das Weibchen der Balkan-Sägeschrecke verglichen mit dem Männchen nahezu bewegungslos. Dieses Phänomen kann auch bei Saga ephippigera beobachtet werden. Bei einigen Sichtungen kam es zu einem kannibalistischem Verhalten seitens des Weibchens gegenüber dem Männchen vor der Paarung. Die in den Boden abgelegten Eier haben eine Inkubationszeit von zwei Jahren, ehe die Jungtiere im Frühjahr schlüpfen. Die Schlupfrate kann je nach Wetter und kann nach bisherigen Kenntnissen zwischen 47 und 196 variieren. Die Jungtiere wachsen dann wie bei hemimetabolen Insekten üblich über mehrere Häutungen heran, ihre Geschlechtsreife erhalten sie 15 bis 20 Tage nach der letzten Häutung. Imagines erscheinen dann ab Frühsommer bis Juli oder August, selten auch darüber hinaus. Die durchschnittliche Lebensdauer der Balkan-Sägeschrecke beträgt ca. 125 Tage, maximal etwa 160 (davon 60 bis 70 als Jungtiere).

## Systematik
Die Balkan-Sägeschrecke wurde 1839 von Jean Guillaume Audinet-Serville erstbeschrieben und erhielt keine Namensänderungen oder Umstellungen. Sie trägt allerdings drei Synonyme, diese sind:
- Gryllus (Tettigonia) onos (Stoll, 1787), seit 1967 mit Saga natoliae synonymisiert.[4]
- Saga brunneri Saussure, 1888
- Saga synophrys Charpentier, 1841

Untersuchungen ergaben, dass die Balkan-Sägeschrecke am nächsten mit der Griechischen Sägeschrecke (Saga hellenica) verwandt ist.

## Galerie

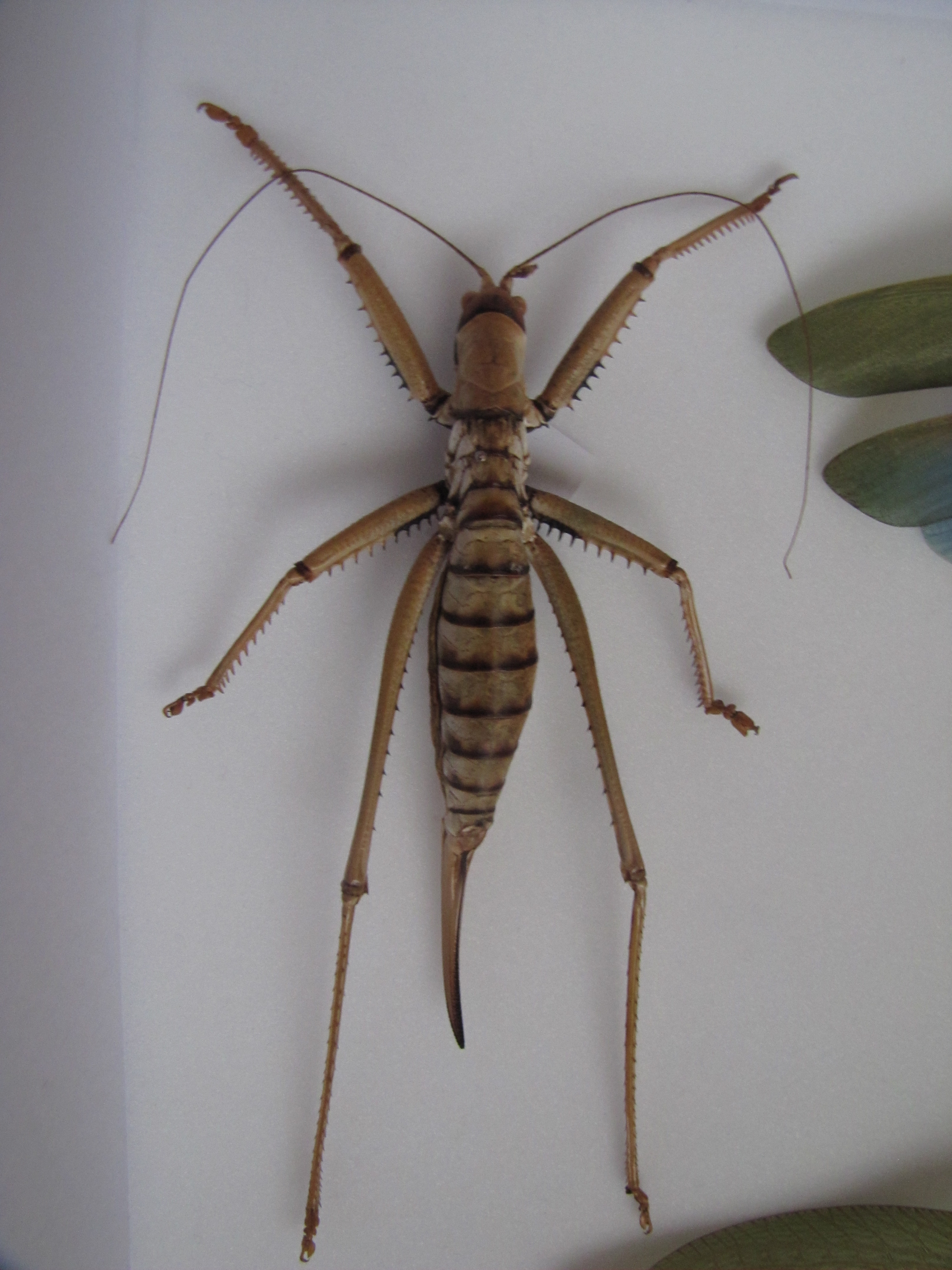
Dorsalansicht eines präparierten Weibchens
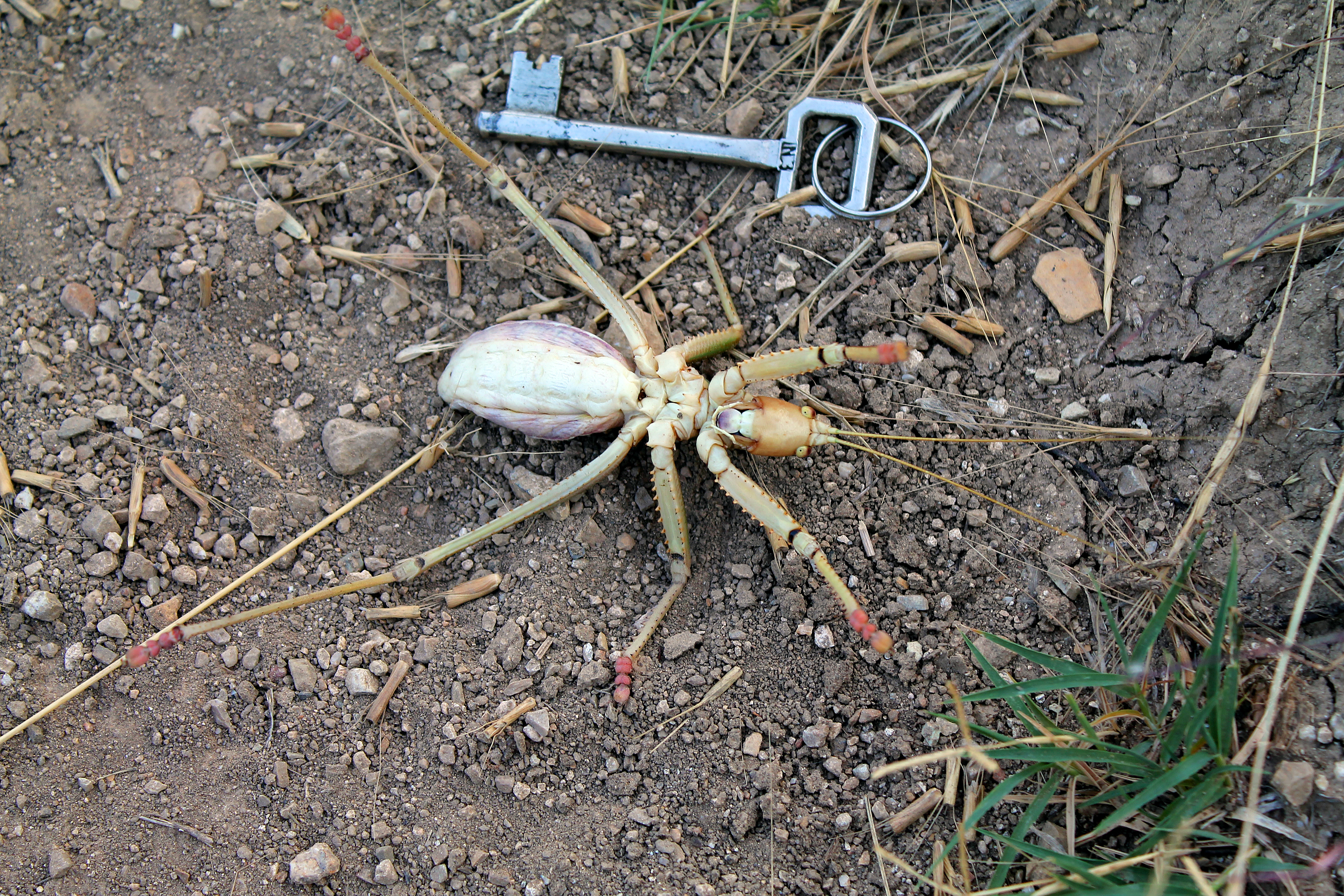
Ventralsicht eines Weibchens
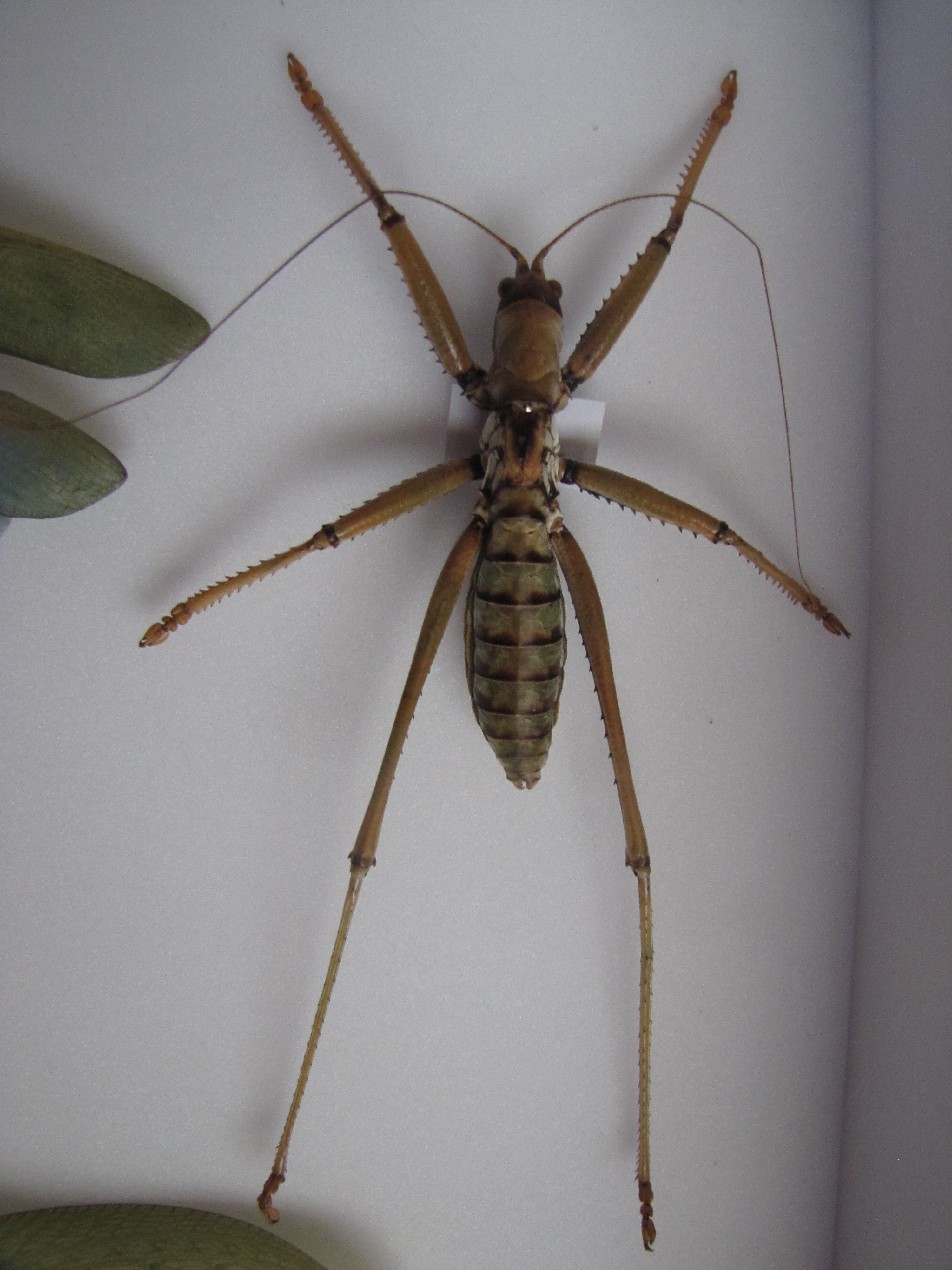
Dorsalsicht eines präparierten Männchens